# Aphthona glebi
Aphthona glebi es un coleóptero de la familia Chrysomelidae. Fue descrita científicamente por primera vez en 2006 por Konstantinov.